# Eurosport News

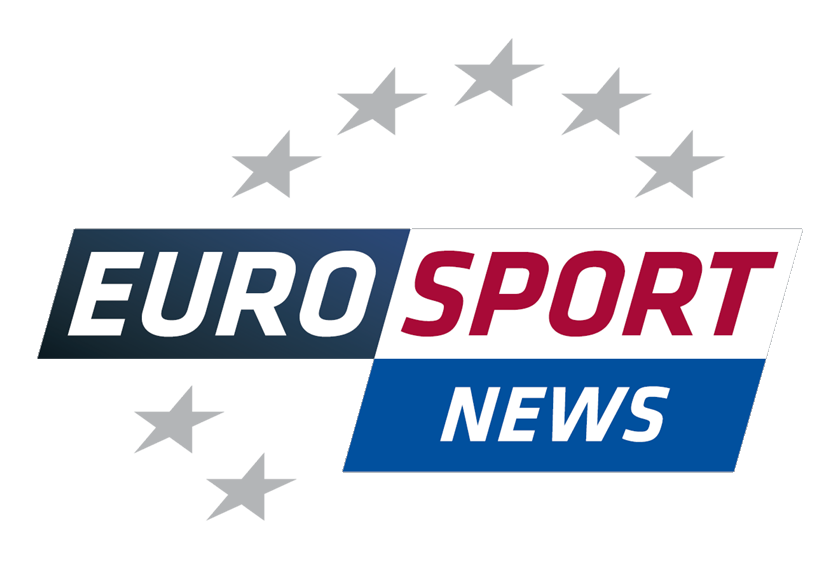
Logo folosit între 2011 și 2015

Eurosport News a fost un canal TV dedicat informațiilor sportive. În România Eurosport News nu a avut o frecvență proprie fiind partajat noaptea cu Eurosport 2, astfel el fiind recepționat în toate rețelele de cablu importante din România. A fost disponibil pentru 11 milioane de abonați din 54 de țări din întreaga lume. Sediul central a fost la Paris, Franța.

Buletinele de știri aveau lungimea de aproximativ 15 minute și erau actualizate de 5-6 ori pe zi. Serviciul combina video, text și grafică, ecranul fiind împărțit în patru secțiuni: o secțiune video care oferea rezumate și știri, o bandă pentru „breaking news” în partea de jos a ecranului, o secțiune de scoruri în direct și o secțiune de analiză a rezultatelor și statisticilor.
Canalul a fost lansat la 1 septembrie 2001 și s-a închis la data de 4 ianuarie 2018.